# 東北オープンゴルフ選手権競技
東北オープンゴルフ選手権競技（とうほくオープンゴルフせんしゅけんきょうぎ）は、1993年から開催されていた男子ゴルフトーナメント。
1993年に西仙台カントリークラブで第1回が開催され、上位3名が日本オープンに出場した。
1995年の第3回は岩手県八幡平市の南部富士カントリークラブで開催された。

## 歴代優勝者
- 1993年 - 加藤仁[1] [3]
- 1994年 - 新関善美
- 1997年 - 稗田美佐男[4]
- 1998年 - 堺谷和将[5]
- 1999年 - 松高史明[6]